# 올림픽 코스타리카 선수단
코스타리카는 1936년 올림픽에 처음 참가했지만 이후 4번의 올림피아드에는 참가하지 못했다. 이 나라는 1964년에 올림픽에 복귀했고 그 이후로 모든 하계 올림픽에 참가해 왔다. 코스타리카는 1980년부터 여러 동계 올림픽에도 참가했다.
코스타리카 선수들은 수영 부문에서 실비아 폴(Silvia Poll)과 클라우디아 폴(Claudia Poll)에 의해 총 4개의 메달을 획득했다.
코스타리카 국가 올림픽 위원회는 1936년에 창설되었으며 같은 해 국제 올림픽 위원회의 승인을 받았다. 국가 올림픽 위원회 이름은 "Comité Olímpico de Costa Rica"로 명명되었다.

## 대회별 메달 집계

### 하계 올림픽 메달 집계
| 경기                  | 선수          | 금 | 은 | 동 | 합계 | 순위 |
| 1936년 베를린         | 1             | 0  | 0  | 0  | 0    | –    |
| 1948년 런던           | 불참          |    |    |    |      |      |
| 1952년 헬싱키         | 불참          |    |    |    |      |      |
| 1956년 멜버른         | 불참          |    |    |    |      |      |
| 1960년 로마           | 불참          |    |    |    |      |      |
| 1964년 도쿄           | 2             | 0  | 0  | 0  | 0    | –    |
| 1968년 멕시코시티     | 20            | 0  | 0  | 0  | 0    | –    |
| 1972년 뮌헨           | 3             | 0  | 0  | 0  | 0    | –    |
| 1976년 몬트리올       | 5             | 0  | 0  | 0  | 0    | –    |
| 1980년 모스크바       | 32            | 0  | 0  | 0  | 0    | –    |
| 1984년 로스앤젤레스   | 30            | 0  | 0  | 0  | 0    | –    |
| 1988년 서울           | 15            | 0  | 1  | 0  | 1    | 36   |
| 1992년 바르셀로나     | 16            | 0  | 0  | 0  | 0    | –    |
| 1996년 애틀랜타       | 11            | 1  | 0  | 0  | 1    | 49   |
| 2000년 시드니         | 7             | 0  | 0  | 2  | 2    | 69   |
| 2004년 아테네         | 20            | 0  | 0  | 0  | 0    | –    |
| 2008년 베이징         | 8             | 0  | 0  | 0  | 0    | –    |
| 2012년 런던           | 11            | 0  | 0  | 0  | 0    | –    |
| 2016년 리우데자네이루 | 11            | 0  | 0  | 0  | 0    | –    |
| 2020년 도쿄           | 14            | 0  | 0  | 0  | 0    | –    |
| 2024년 파리           | 미래의 이벤트 |    |    |    |      |      |
| 2028년 로스앤젤레스   | 미래의 이벤트 |    |    |    |      |      |
| 2032년 브리즈번       | 미래의 이벤트 |    |    |    |      |      |
| 합계                  | 합계          | 1  | 1  | 2  | 4    | 101  |

### 동계 올림픽 메달 집계
| 경기                         | 선수          | 금            | 은            | 동            | 합계          | 순위          |
| 1980년 레이크플래시드        | 1             | 0             | 0             | 0             | 0             | –             |
| 1984년 사라예보              | 3             | 0             | 0             | 0             | 0             | –             |
| 1988년 캘거리                | 2             | 0             | 0             | 0             | 0             | –             |
| 1992년 알베르빌              | 4             | 0             | 0             | 0             | 0             | –             |
| 1994년 릴레함메르            | 불참          |               |               |               |               |               |
| 1998년 나가노                | 불참          |               |               |               |               |               |
| 2002년 솔트레이크시티        | 1             | 0             | 0             | 0             | 0             | –             |
| 2006년 토리노                | 1             | 0             | 0             | 0             | 0             | –             |
| 2010년 밴쿠버                | 불참          |               |               |               |               |               |
| 2014년 소치                  | 불참          |               |               |               |               |               |
| 2018년 평창                  | 불참          |               |               |               |               |               |
| 2022년 베이징                | 불참          |               |               |               |               |               |
| 2026년 밀라노-코르티나담페초 | 미래의 이벤트 | 미래의 이벤트 | 미래의 이벤트 | 미래의 이벤트 | 미래의 이벤트 | 미래의 이벤트 |
| 합계                         | 합계          | 0             | 0             | 0             | 0             | –             |

### 하계 올림픽 종목별 메달
| 종목  | 금메달 | 은메달 | 동메달 | 합계 | 순위 |
| ----- | ------ | ------ | ------ | ---- | ---- |
| 수영  | 1      | 1      | 2      | 4    | 36   |
| Total | 1      | 1      | 2      | 4    | 101  |

## 메달리스트 목록
| 메달   | 이름          | 경기            | 종목 | 이벤트              |
| ------ | ------------- | --------------- | ---- | ------------------- |
| 은메달 | 실비아 폴     | 1988년 서울     | 수영 | 여자 200미터 자유형 |
| 금메달 | 클라우디아 폴 | 1996년 애틀랜타 | 수영 | 여자 200미터 자유형 |
| 동메달 | 클라우디아 폴 | 2000년 시드니   | 수영 | 여자 200미터 자유형 |
| 동메달 | 클라우디아 폴 | 2000년 시드니   | 수영 | 여자 400미터 자유형 |

## 같이 보기
- 분류:코스타리카의 올림픽 참가 선수
- 동계 올림픽에 참가한 열대 국가